# Нова Македонија

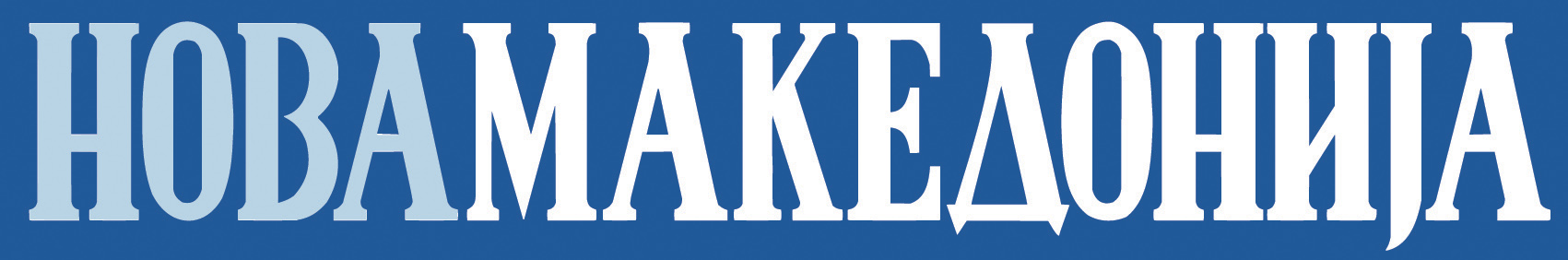
Логотип газети

«Нова Македонија» (укр. Нова Македонія) — найстаріша щоденна газета в Північній Македонії, була заснована за рішенням президії АЗНОМ і збереглася державною газетою, просуваючи урядову лінію. Перший випуск газети вийшов 29 жовтня 1944, в селі Горно-Врановці. Це перший документ, написаний на стандартній літературній македонській мові.
У 2003 році був ліквідований його колишній власник — урядова компанія «Нова Македонія». Але газета «Нова Македонія» вижила. З грудня 2003 року — 100% акцій компанії належать Зорану Ніколову і його IT-компанії ZONIK зі Скоп'є.